# Губернатор Орловской области
Губерна́тор Орло́вской о́бласти — высшее должностное лицо Орловской области. Возглавляет высший исполнительный орган государственной власти области — Коллегию администрации Орловской области.

## История

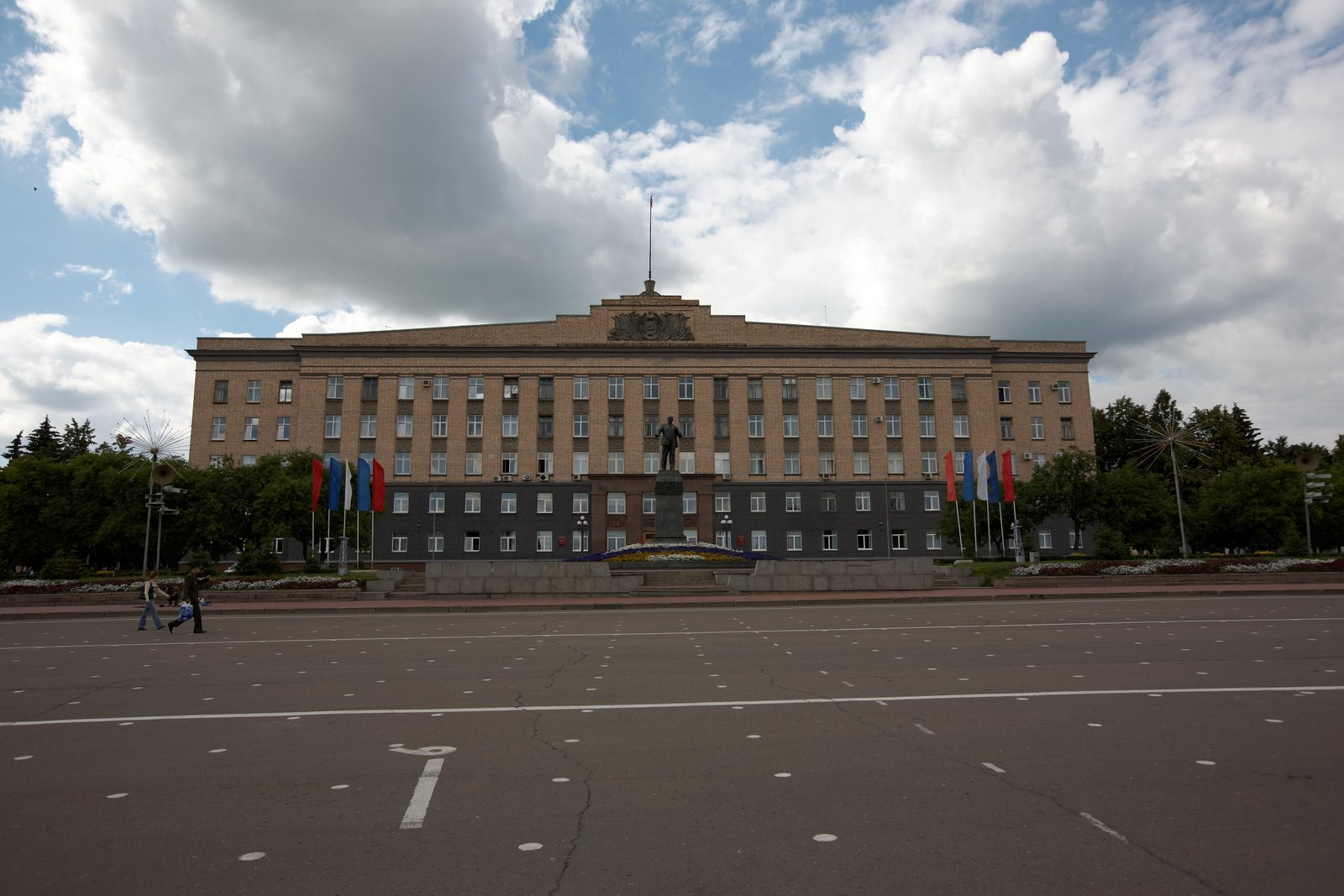
Официальная резиденция губернатора — здание администрации Орловской области.

Первоначально руководство Орловской областью осуществлял глава областной администрации. 5 декабря 1991 года президент Борис Ельцин назначил и. о. главы администрации области руководителя Мценского района Николая Юдина. Он был одним из лидеров демократического движения в регионе. Однако областной совет не утвердил его кандидатуру, в статусе и. о. Юдин оставался до выборов 1993 года.
11 апреля 1993 года состоялись первые выборы главы администрации Орловской области. На них при поддержке КПРФ победил бывший первый секретарь Орловского обкома КПСС Егор Строев (52,9%).
. Николай Юдин набрал 34,2% и вскоре был назначен представителем президента в области.
26 февраля 1996 года название должности «глава администрации» заменили на «губернатор». Первым губернатором области стал также Егор Строев.
26 октября 1997 году состоялись вторые выборы губернатора Орловской области. Егор Строев набрал 95,1 % голосов.
28 октября 2001 году состоялись третьи выборы губернатора Орловской области. Егор Строев вновь участвовал в этих выборах и получил 78,23 % голосов.
С 2005 года прямые выборы глав регионов были отменены. Вместо них было принято наделение полномочиями по представлению президента России.
15 апреля 2005 года был Егор Строев наделён полномочиями губернатора на 5-летний срок решением президента Владимира Путина через процедуру утверждения региональным парламентом. 23 апреля 2005 года Орловский областной Совет народных депутатов единогласно утвердил его в должности.
16 февраля 2009 года Егор Строев по собственному желанию покинул пост губернатора. Президент России Дмитрий Медведев досрочно освободил от должности губернатора Орловской области Егора Строева и указом назначил временно исполняющим обязанности губернатора области Александра Козлова, члена партии «Единая Россия».. В этот же день президент Медведев внёс на рассмотрение Орловского областного Совета народных депутатов кандидатуру Козлова для наделения его полномочиями губернатора. 27 февраля на заседании Орловского областного Совета народных депутатов был рассмотрен вопрос о наделении Александра Козлова полномочиями губернатора. По итогам голосования Козлов был единогласно утвержден в должности губернатора Орловской области. По окончании заседания состоялась церемония вступления в должность.
В феврале 2014 года 5-летний срок губернатора Козлова закончился и 26 февраля 2014 года президента Владимир Путин назначил врио губернатора Вадима Потомского. В июне 2014 года были назначены выборы губернатора - первые после 11-летнего перерыва. Потомский был выдвинут от КПРФ. По итогам состоявшихся 14 сентября 2014 года выборов Потомский получил 89,17% и был избран на 5 лет, до 2019 года.
Однако уже 2017 году Потомский оставил должность по собственному желанию. 4 октября 2017 года президент Владимир Путин подписал указ о прекращении полномочий Потомского, а временно исполняющим обязанности главы региона он назначил депутата Мосгордумы Андрея Клычкова.
14 сентября 2018 года на выборах главы региона Андрей Клычков уверенно победил. Он набрал 83,55 процентов голосов.

## Полномочия
Губернатор области, в соответствии с Уставом Орловской области:
- представляет область в отношениях с органами государственной власти и органами местного самоуправления, а также при осуществлении внешнеэкономических связей области;
- возглавляет Коллегию администрации Орловской области;
- определяет основные направления деятельности Коллегии администрации Орловской области и организует её работу;
- председательствует на заседаниях Коллегии администрации Орловской области;
- подписывает договоры и соглашения, заключаемые Коллегией администрации Орловской области;
- координирует и контролирует деятельность Управления градостроительства, архитектуры и землеустройства Орловской области;
- осуществляет иные полномочия в соответствии с законодательством Российской Федерации и законодательством Орловской области.
- подписывает договоры и соглашения от имени области;
- пользуется правом законодательной инициативы в областном Совете народных депутатов; подписывает и обнародует или отклоняет законы области, принимаемые областным Советом народных депутатов;
- требует созыва внеочередных заседаний областного Совета народных депутатов, а также может досрочно созывать вновь избранный областной Совет народных депутатов на его первое заседание ранее установленного срока;
- участвует в работе областного Совета народных депутатов;
- организует управление областью, контроль за выполнением областного бюджета и программ социально-экономического развития области;
- принимает отставку членов Коллегии администрации Орловской области;
- координирует и согласовывает в пределах установленной федеральным законом компетенции деятельность территориальных органов, структурных подразделений и должностных лиц федеральных органов исполнительной власти, действующих на территории области; направляет в федеральные органы государственной власти представления о назначении на должности, освобождении от должностей, поощрении и применении мер дисциплинарной ответственности к должностным лицам территориальных органов и структурных подразделений федеральных органов исполнительной власти, действующих на территории области;
- оспаривает в суде противоречащие законодательству акты органов местного самоуправления; подписывает исковые заявления;
- является распорядителем кредитов при исполнении областного бюджета за исключением расходов, предусмотренных на содержание областного Совета народных депутатов;
- вносит на рассмотрение Президента Российской Федерации и Правительства Российской Федерации проекты актов, принятие которых находится в их компетенции;
- представляет в областной Совет народных депутатов проекты законов об областном бюджете и бюджете Орловского территориального фонда обязательного медицинского страхования, отчеты об их исполнении, а также программы социально-экономического развития области и отчеты об их исполнении;
  - представляет в областной Совет народных депутатов ежегодные отчеты о результатах деятельности Коллегии администрации Орловской области, в том числе по вопросам, поставленным областным Советом народных депутатов;
- осуществляет меры по обеспечению законности, охране собственности и общественного порядка, борьбе с преступностью в пределах, установленных законом;
- назначает и освобождает полномочных представителей Губернатора области, в том числе представителя в Совете Федерации Федерального Собрания Российской Федерации;
- формирует совещательные и вспомогательные органы при Губернаторе области;
- учреждает награды области и награды Губернатора области, определяет условия и порядок награждения ими; совместно с председателем областного Совета народных депутатов вручает государственные награды Российской Федерации; вручает награды области и награды Губернатора области;
  - определяет структуру исполнительных органов государственной власти области;
- осуществляет иные полномочия, установленные федеральным законодательством и законодательством области.

## Губернаторы Орловской области
| Портрет | Имя                          | Годы жизни | В должности                                                     |
| ------- | ---------------------------- | ---------- | --------------------------------------------------------------- |
|         | Николай Павлович Юдин        | 1938—2014  | 5 декабря 1991 — 13 апреля 1993                                 |
|         | Егор Семёнович Строев        | род. 1937  | 13 апреля 1993 — 16 февраля 2009                                |
|         | Александр Петрович Козлов    | 1949—2021  | 16 февраля 2009 — 26 февраля 2014                               |
|         | Вадим Владимирович Потомский | род. 1972  | 26 февраля 2014 — 5 октября 2017                                |
|         | Андрей Евгеньевич Клычков    | род. 1979  | с 14 сентября 2018 (5 октября 2017 — 14 сентября 2018 как врио) |